# Première Division 2008/09 (Burkina Faso)
In 2008/09 werd het 47ste seizoen gespeeld van de Première Division, de hoogste voetbalklasse van Burkina Faso. AS Faso-Yennenga werd kampioen. 
Omdat het aantal clubs uit Ouagadougou op enkele seizoenen teruggebracht zal worden op vijf degradeert ook de slechts presterende club uit de hoofdstad indien deze niet op een degradatieplaats eindigt, in dit geval US Ouagadougou. Omdat  AS SONABEL kampioen werd in de tweede klasse, moest Commune FC, dat op de zesde plaats eindigde een play-off spelen om het behoud te verzekeren. 

## Eindstand
| Plaats | Club                       | Wed. | W  | G  | V  | Saldo | Ptn. |
| ------ | -------------------------- | ---- | -- | -- | -- | ----- | ---- |
| 1.     | AS Faso-Yennenga (B)       | 26   | 17 | 9  | 0  | 39:8  | 60   |
| 2.     | Étoile Filante Ouagadougou | 26   | 15 | 7  | 4  | 44:20 | 52   |
| 3.     | Rail Club du Kadiogo       | 26   | 10 | 13 | 3  | 20:13 | 43   |
| 4.     | Racing Club de Bobo        | 26   | 10 | 10 | 6  | 31:19 | 40   |
| 5.     | US des Forces Armées       | 26   | 9  | 12 | 5  | 30:20 | 39   |
| 6.     | Commune FC                 | 26   | 8  | 13 | 5  | 21:16 | 37   |
| 7.     | US Ouagadougou             | 26   | 9  | 9  | 8  | 27:20 | 36   |
| 8.     | Bobo Sport                 | 26   | 9  | 9  | 8  | 25:28 | 36   |
| 9.     | US Comoé de Banfora        | 26   | 8  | 6  | 12 | 13:24 | 30   |
| 10.    | Sourou Sport (P)           | 26   | 4  | 10 | 12 | 15:21 | 22   |
| 11.    | AS Koupéla (P)             | 26   | 3  | 13 | 10 | 8:23  | 22   |
| 12.    | Bouloumpoukou FC           | 26   | 4  | 9  | 13 | 13:34 | 21   |
| 13.    | US Yatenga Ouahigouya      | 26   | 3  | 10 | 13 | 12:28 | 19   |
| 14.    | AS Fonctionnaires          | 26   | 3  | 10 | 13 | 10:34 | 19   |

|     | Kampioen, geplaatst voor CAF Champions League 2010                     |
|     | Geplaatst voor CAF Confederation Cup 2010 als verliezend bekerfinalist |
|     | Degradatie-eindronde                                                   |
|     | Degradatie naar de Deuxième Division                                   |
| (B) | Bekerwinnaar                                                           |
| (P) | Promovendus uit de Deuxième Division                                   |

### Degradatie-Play-off
| Team #1                | Uitslag        | Team #2    | 1e wed | 2e wed |
| ---------------------- | -------------- | ---------- | ------ | ------ |
| AS SONABEL Ouagadougou | 1-1 (5-4 n.p.) | Commune FC | 0-1    | 1-0    |

## Internationale wedstrijden
CAF Champions League 2010
| Team #1                     | Uitslag | Team #2       | 1e wed | 2e wed |
| --------------------------- | ------- | ------------- | ------ | ------ |
| AS Stade Mandji             | 1-6     | ASFA-Yennenga | 0-2    | 1-4    |
| Espérance Sportive de Tunis | 7-2     | ASFA-Yennenga | 4-1    | 3-1    |

CAF Confederation Cup 2010
| Team #1                  | Uitslag | Team #2              | 1e wed | 2e wed |
| ------------------------ | ------- | -------------------- | ------ | ------ |
| Séwé Sports de San Pedro | 3-1     | US des Forces Armées | 2 - 1  | 1 - 0  |